# Andreas Gillardon der Ältere
Andreas Gillardon der Ältere (* August 1661 in Zürich; † 31. März 1723 in Thusis) war ein Schweizer reformierter Pfarrer.

## Leben
Andreas Gillardon der Ältere wurde als Sohn des Peter Gillardon und der Elisabetha Wolgemuth im August 1661 in Zürich geboren und am 18. August getauft. Seine Familie stammte ursprünglich aus Sondrio. Über Kindheit, Schulbesuch und Studium ist nichts bekannt; ab 1688 hielt er sich in Luzein auf. Kurzzeitig war er als Hauslehrer in Grüsch tätig und wurde Hauslehrer des Florian Sprecher von Bernegg. 1691 nahm man ihn in Maienfeld in die evangelisch-rätische Synode auf, womit er in Graubünden als Pfarrer tätig sein durfte. So wurde er 1695 Pfarrer in Grüsch. Da Gillardon als guter Prediger bekannt war, bat die kleine Gemeinde Valzeina 1698 die Synode, Gillardon als Pfarrer einzusetzen. Dies lehnte er jedoch wegen der ihm zu geringen Bezahlung ab.
Am 16. Juli 1696 hatte er Margreth Täscher von Fanas geheiratet, die beiden hatten 11 Kinder. Am 14. Juni 1719 übernahm er die Pfarrei in Igis, nachdem er mehrfach als Mittler zwischen der Synode und einzelnen Pfarrern gehandelt hatte und sich allmählich zum Pietismus wandte. Schon ein Jahr nachdem wechselte er nach Thusis, wo er Pfarrer blieb, bis zu seinem Tode am 31. März 1723. Am 3. April fand seine Bestattung unter Johannes Ulrich Bavier statt.
Gillardon, der in seinen letzten Lebensjahren den Pietismus im Kanton gefördert hatte, sorgte auch dafür, dass viele Bündner, darunter auch seine eigenen Kinder, Schulen sowie die Universität in Halle besuchen konnten.

## Werke
- Frommer Seelen einiges Verlangen einfältig vorgestellt bey Leich-Bestattung dess Herculis von Salis, Freyherren zu Clefen (Basel 1696)
- Leichengedicht für Andreas Sprecher von Bernegg (Külis 1707)
- Gebet. Welches So wol offentlich in der Kirchen als absonderlich in den Häusern kann gebraucht werden. Zufinden Bey Andreas Gillardon, Pfarrer zu Thusis (Chur 1720)